# Kompleksna vrsta
Kompleksna vrsta – u biologiji – grupa je blisko srodnih vrsta veoma sličnog ispoljavanja, tako da je međusobno razgraničenje obično sasvim nejasno. Termin se ponekad upotrebljava i kao sinonim za mnogo preciznije kategorije, kao što su:
- kriptične ili skrivene vrste: za dvije ili viševrsta pod istim imenom (cryptic species);
- sestrinske vrste:  dvije ili više međusobno blisko srodnih vrsta (sibling species),
- jato vrsta: grupa blisko srodnih vrsta koje žive na istom području.

Kao neformalni laksonomski rangovi, u upotrebi su termini: 
- grupa vrsta (species group),
- agregat vrsta (species aggregate), i
- supervrsta (superspecies)[1]

Kompleksna vrsta je u većini slučajeva monofiletska  grupa  sa zajedničkim pretkom, iako postoje i  izuzeci. To se može ispoljiti u  ranoj fazi nakon specijacije, ali može takođe javiti kod dugo razdvojenih vrsta bez evolucijske divergncije   morfoloških razlika. U evoluciji složenih vrste  komponentni faktor  može biti i  hibridna specijacija. Kompleksi vrsta postoje u svim grupama organizama. Mogu prepoznati rigoroznim proučavanjem razlika između pojedinih vrsta,  korištenjem sitnih  morfoloških detalja, ispitivanjem reproduktivne izolacije ili analizom DNK, kao što su metodi molekulske filogenetike i DNK bar-kodiranja. Postojanje izuzetno sličnih vrsta može izazvati lokalnu i globalnu raznolikost vrsta koju ne treba potcijeniti. Prepoznavanje sličnih, ali različitih vrsta je važno za prevenciju bolesti, dezinsekciju, deratizaciju i konzervacijsku biologiju, npr.
Kompleksom vrstom se obično smatra grupa bliskih, ali različitih vrsta. Očito, pojam je usko vezan za definiciju vrsta, čime podržava i definiciju pojma koncept vrste. Nakon 
- koncepta  morfološke vrste, u kojem članovi kompleksnih vrsta, iako ukupno veoma slični, ispoljavaju  neke male razlike u izgledu, preovladava
- koncept biološke vrste zahtijeva dokaze reproduktivne izolacije da bi  prihvatio različitost ukrštenih  vrsta.

Više ograničenja upotrebe se odnosi na termin zatvorene vrste, između kojih je ranije bilo hibridizacije ili se dešava, što dovodi do pojave srednjih oblika i nejasne granice vrste. Ili vrste sa podvrstama između kojih je nejasna granica razdvajanja.

### Koncepti
Sljedeći termini se ponekad koriste kao sinonimi za složene vrste, ali se odnose općenito na uže pojmove:
- Kriptične vrste: Opisuju  različite vrste koje su pogrešno svrstavaju (i skrivaju) pod jednim imenom vrste. Općenitije, pojam se često primjenjuje kada vrsta, čak i kada se zna da je posebna, ne može prihvatljivo morfološki identificirati.
- Sestrinske vrste: Kao i afanične vrste, ovaj pojam je prvobitno korišten  uz isto značenje kao kriptične (skrivene)  vrste, ali je kasnije naglašeno i  zajedničko filogenetsko porijeklo. U jednom nedavnom radu,  koji definira sestrinske  vrste  kao kriptična sestrinske vrsta, podrazumijevaju se dvije vrste koje su međusobno najbliži srodnici, a taksonomski se  ne razlikuju.
- Jato vrsta: Također opisane i kao roj vrsta, što se odnosi na "monofiletsku grupu blisko srodnih vrsta koje sve žive u istom ekosistemu".  S druge strane, termin se također vrlo široko primjenjuje na grupu blisko srodnih vrsta  koje se nalaze u rasponu posmatranih varijabli.

### Taksonomske odrednice
U  kodeksima botaničke i zoološke i bakteriološke nomenklature nema definirane taksonomskie pozicije koja definira status na razini između roda, podroda i vrste, iako su  dodatni  nivoi  dozvoljeni u botaničkom kôdu, da bi se izbjegla moguča konfuzija. Definiranje  grupe vrsta  je  ponekad dogovorno, kao neformalni način podpodjele dobro definiranih rodova sa velikim brojem vrsta.
Termin supervrsta se ponekad koristi kao neformalni rang koji se odnosi na složene vrste, prilikom određivanja „predstavnika” vrste. Bilo je prijedloga koje su popularizirali Bernhard Renš, a kasnije Ernst Majr, sa zahtjevom da početne vrste formiraju supervrstu koja mora imati alopatrijsku specijaciju. Za komponentu vrsta supervrste, predloženo je ime alovrsta.
Agregatna vrsta se isto tako koristi za istu pojavu, uz prethodnu kolektivnu vrstu, uveo je Adolf Engler, na početku 20. veka, uključujući i alternativu u smislu konspecijes. Ovo je posebno primijenjeno na taksone u kojima preovladavaju poliploidija i apomiksija, kao na primjer na Ranunculus auricomus agg. Komponente jedne agregatne vrste se nazivaju segregati ili mikrovrste.
Kada se pretpostavlja da jedna vrsta zapravo predstavlja složenu vrstu, to se često iskazuje skraćenicom „agg.” (za agregat). Druga mogućnost je korištenje sensu lato, skraćeno sl.
Kao jedan od ilustrativnih primjera kompleksne vrste može poslužiti niz populacija vodenih moljaca (tulara): Drusus grupa bosnicus.

## Identifikacija
Razlikovanje bliskih  vrste unutar kompleksa  često zahtijeva proučavanje vrlo malih razlika. Morfološke razlike mogu biti veoma sitne i vidljive samo pomoću prilagođenih metoda, kao što je mikroskopija. Međutim, različite vrste mogu ponekad nemati morfološke razlike. U tim slučajevima, prepoznaju se drugim pristupima, npr. prema filogenetskim, etološkim, fiziološkim ili kariološkim i citotaksonomskim podacim. Kao primjer, oglašavanje ptica ukazuje na vrste, iako se morfološki slabo razlikovati. Testovi parenja testovi su uobičajeni i najpouzdaniji načini razlikovanja vrsta unutar neke složene grupe, kao što su dvije vrste gljivica potvrđene  reproduktivnom izolacijom.